# Escut de Reus
|  | Pel que fa al setmanari reusenc vegeu L'Escut de Reus. |

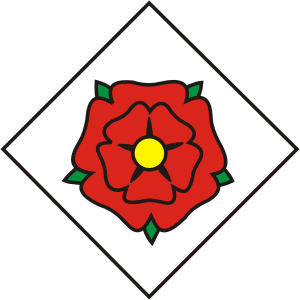
Emblema de Reus, obra dels grafistes Albert i Jordi Romero assessorats per Ezequiel Gort i aprovat pel Ple Ordinari de l'Ajuntament en la sessió de 29 de maig de 1998.

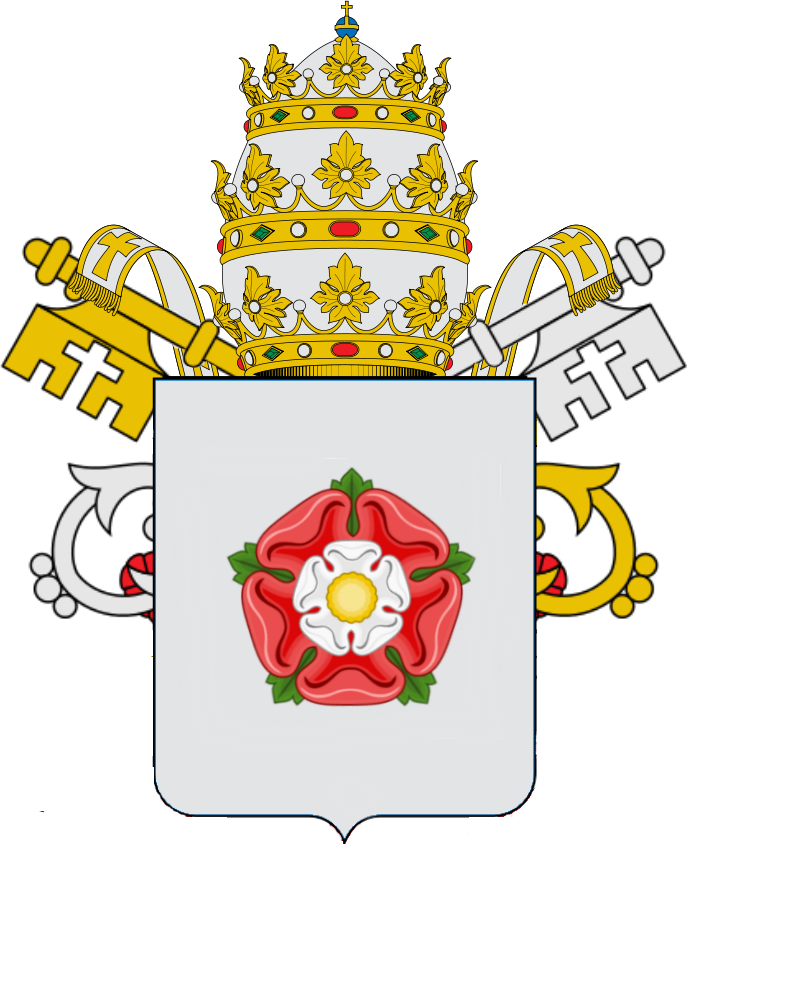
Escut de Reus emprat pel consistori abans dels anys 90.

Actualment, no hi ha un escut de Reus oficialitzat per la Generalitat. Tanmateix, el que Reus lluu reuneix simbologia tradicional que es remunta fins a documents del segle xiv, i inclou la tiara en comptes de la corona mural de ciutat. Apareix al Manual de Normes i Identitat Corporativa de l'Ajuntament de Reus. L'última actualització dels usos de l'escut és la del programa d'identitat visual de l'Ajuntament de Reus de l'any 2003 (actualitzat el 2006).

## Blasonament
Reus no té un escut oficialitzat per la Generalitat de Catalunya segons el Reglament de símbols dels ens locals.
L'escut actual de Reus té la següent definició:
L'escut actual és d'argent, amb una rosa de gules botonada d'or i barbada de sinople, les claus acoblades en sautor i per timbre la corona pontifícia.
A partir de la recuperació dels ajuntaments democràtics l'Ajuntament de Reus ha emprès l'estudi de diverses propostes heràldiques i gràfiques. Actualment l'ajuntament fa servir l'emblema com a marca municipal. Altres propostes que, a tall d'exemple, recuperarien una corona mural pròpia de Reus en detriment de la tiara actual, estan en procés de revisió i pendents d'avaluació i acceptació.
El 2006 Tona Bayona actualitzar els usos de l'escut
Tal com es llegeix en «Una proposta per al futur», l'últim paràgraf de l'estudi L'escut de Reus (1996) d'Ezequiel Gort, arxiver municipal,
En aquests darrers anys, i com a resultat de la llei aprovada el 1991 sobre la regulació dels símbols dels ens locals de Catalunya, molts municipis han redissenyat el seu escut per adaptar-lo a la nova normativa. No és el cas de Reus. Això no vol dir, però, que no existeixi cap proposta.
N'hi ha una −inspirada en el privilegi de 1712 − que fins i tot ja ha estat publicada en més d'una ocasió com a escut de la ciutat, malgrat que ara per ara l'Ajuntament de Reus no sembla que mai s'hagi proposat de fer cap canvi.
És el següent: d'argent, una rosa de gules botonada d'or i barbada de sinople; per timbre, una corona mural de ciutat; i per cimera, una àguila de sable amb el cap cot ixent de la corona. Les claus de sant Pere acoblades en sautor i com a suport dos lleons d'or.
Però també n'hi podrien haver més, de propostes, conservant com a tret comú l'escut caironat, com a figura la rosa, i com a timbre la corona de ciutat.

## Història

### Orígens
La ciutat de Reus pot gloriar-se d'ésser una de les que més antigament posseeix escut d'armes, ja que quan es va començar a usar per al Comú o Universitat de la Vila, els altres pobles acostumaven a tenir el de llurs senyors i, per tant, es canviava quan canviava el feu o el governant. El Cambrer de la Santa Església de Tarragona i senyor de Reus, cardenal Pere Roger de Belfort, que era del llinatge francès dels Rosiers, va cedir el 1349 una rosa com les que hi havia al seu escut, compost de sis roses heràldiques i travessat per una banda d'atzur en camper de plata, i la comença a posar, ell i el Comú, com a blasó de la vila.

#### Escut heràldic dels Rosiers utilitzat per Roger de Belfort

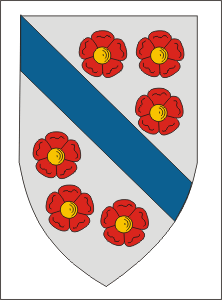
Escut de Roger de Belfort.

A Roger de Belfort la mitra tarragonina li va disputar la Cambreria durant alguns anys, però amb l'ajuda del seu oncle el Papa Climent VI finalment se li va reconèixer la senyoria. A la mort del Papa Urbà V el senyor de Reus va ser nomenat al seu lloc sota el nom de Gregori XI, amb residència a Avinyó (1370), però això no va significar pas que deixés la Cambreria i senyoriu de la vila, i cal suposar que per aquest motiu el segell de la rosa es va coronar amb l'emblema pontifici, que eren dues claus encreuades. El 1371 finalment el va succeir com a Cambrer Pierre Flandrin, nomenat pel mateix Roger, amb bona entesa amb el castlà Bernat d'Olzinelles.
El 1387 era cambrer i senyor de Reus el cardenal Pere de Luna i el castlà de la vila, Joan d'Olzinelles, que en podríem dir el poder secular, posà en venda el seu títol, que Pere de Luna va comprar per 50.000 sous, i així quedava com a senyor únic i absolut de Reus. El 1389 va morir el papa d'Avinyó Climent VII (Robert de Ginebre) i Pere de Luna el va succeir amb el nom de Benet XIII. Els avatars polítics i religiosos de l'època van comportar la derrota del papa Benet, que va ser declarat antipapa pels concilis de Pisa i Constança, però no va voler renunciar a la tiara i el rei de França el va foragitar d'Avinyó; va venir a establir-se al Castell de Reus i més tard a Peníscola, on va morir l'any 1424. La seva condició de papa devia afavorir que les claus encreuades es mantinguessin als segells i escuts de la vila.

### Antigues representacions

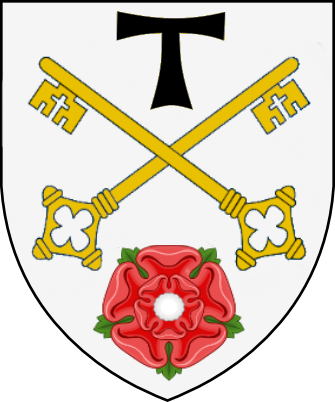
Escut de 1541 de la Prioral.

El dibuix més antic de la rosa a l'escut és de l'any 1391, a la coberta de pergamí d'un llibre de comptes del Comú o Universitat de la Vila. L'autor oblida que la rosa era de cinc fulles, i per guardar la simetria n'hi va posar quatre de doblegades d'una manera simple i escaient.
Datat el 1404 apareix un altre gràfic del blasó de Reus, dibuix a la ploma fet a la coberta de pergamí de l'esborrany del llibre d'ordinacions o Llibre de la Cadena, un llibre on es recopilaven les lleis de l'època; a l'esborrany s'hi anotaven les decisions del consell en matèria de justícia com a jurisprudència abans de passar al llibre per convertir-se en llei.
La rosa sembla desaparèixer després, perquè no se'n troba cap exemplar durant un segle, encara que segurament n'hi ha a l'arxiu del Capítol de Canonges i al de la Mitra de Tarragona, que no havien estat recercats al moment d'aquesta investigació.
Però després, al segle xvi, apareixen ja molts dibuixos i segells, en cera o plom, o en pedra. Així, el 20 de novembre de 1520 s'estava edificant la nova església de Sant Pere, sobre l'antiga esglesiola de Santa Maria, i a les seves voltes gòtiques en trobem uns exemplars: en un la rosa, a l'altre les claus encreuades. A la porta principal, construïda més tard (el 1541), damunt l'angle superior del timpà, hi ha un veritable escut de pedra coronat per la creu de Crist, a l'interior del qual es veu, a la part de dalt, la Tau, al mig les claus formant creu d'aspa, i a l'angle inferior la rosa heràldica de cinc pètals.
D'aquesta mateixa forma les trobem a la portada del Llibre de Privilegis del 1567, curiosament relligat amb tapes d'un color verd fosc (d'on deu venir el nom de Llibre Verd amb què se l'anomenava). En el primer full de pergamí es veu un dibuix a la ploma en el qual, enquadrat amb una artística tarja, hi ha l'escut damunt d'una llaçada de gran moviment, i als angles que formen les claus, superior i inferior, hi ha dues roses de quatre fulles amb una altra de concèntrica en cada una. Aquest dibuix d'acurada execució té les roses fetes amb tinta vermella i les claus daurades amb or fi, damunt el camp ratllat amb tinta morada.
El 30 de juliol de 1576, una sentència de la Reial Audiència, escrita en pergamí i enquadrada en una tauleta de fusta probablement per a ésser penjada a la vista del públic, porta com a final i a tall de rúbrica uns dibuixos amb les claus al centre i dues roses, una a cada costat, amb la tija i les fulles.
- Primer escut conegut de Reus
- Escut del 1404
- Escut del 1520
- Escut del 1541
- Escut del 1567
- Escut del 1576

### Isabel Besora

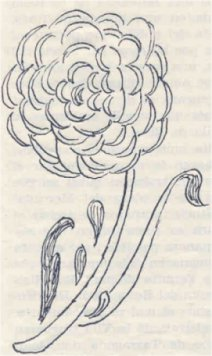
Representació de 1596 de la rosa natural amb tija i fulles.

L'any 1592, la pesta feia estralls a la vila i no se sabia com combatre-la. El 25 de setembre de 1592 es presenta al jurat en cap, Joan Olivers, una nena anomenada Isabel Besora, que diu que la Verge se li va aparèixer i li va encarregar que s'encengués la candela que cremava des de temps antic (des de 1530) davant el sagrari, i així la pesta s'acabaria. Els Jurats no en van fer cas, la van titllar de visionària, i li van demanar proves del que deia. La noia va tornar al camp on segons ella se li havia aparegut la Mare de Déu, i després de pregar se li tornà a aparèixer; Isabel explica que els Jurats no la creuen sense proves i la Mare de Déu, amb la seva mà, va fer aparèixer la «rosa de Reus» a la galta de la noia. Encara que de sempre ha circulat la hipòtesi que va ser aquest esdeveniment el que va establir el símbol de la vila, sabem que, ben al contrari, el símbol ja existia, i aquest suposat miracle en tot cas només va enfortir la representació de la rosa per banda del poble de Reus. Sembla, doncs, que s'oblida l'origen de la rosa, i el 1596 apareix a la coberta d'un manuscrit (Manuale diversorum instrumentorum Vile de Reus) una rosa natural acompanyada de tija i fulles, representació que des d'aquesta data abunda fins al punt que es perd la rosa heràldica de cinc pètals.

### Segles XVII i XVIII

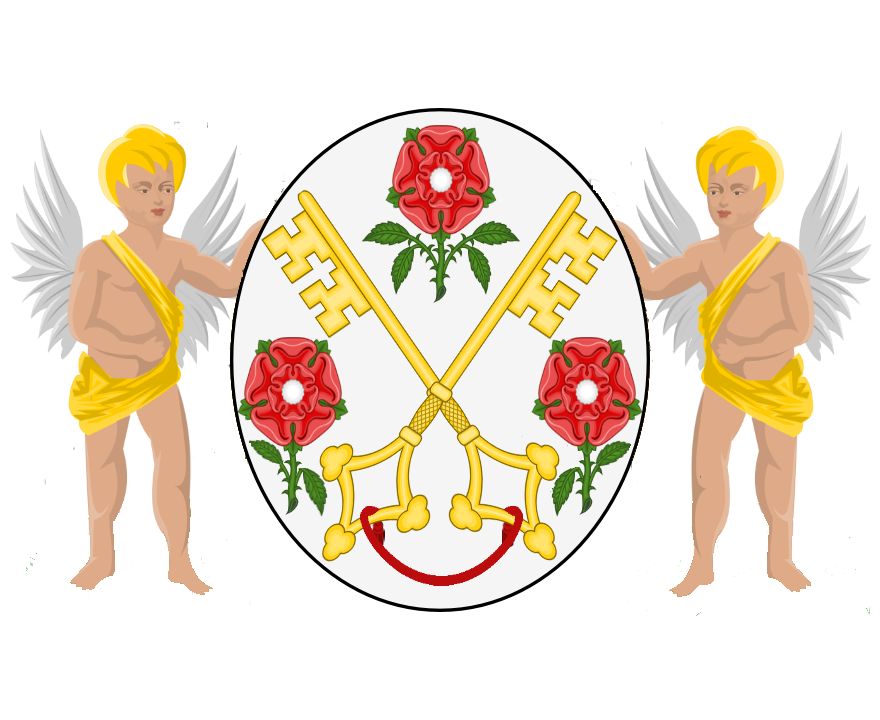
Recreació de l'escut del.

El 1601 va començar la construcció de la nova Casa del Comú, i aquesta data és la que encara es llegeix al timpà de la porta principal avui reconstruïda, al carrer d'Aleu. Al mig del timpà es veu un interessant escut tallat de pedra i molt carregat: una tarja molt ben resolta que té com a complement ornamental un àngel a cada costat, sostenint un oval on, centrats, hi ha les claus en forma d'aspa, lligades pel mànec amb una cinta, i als angles que resten lliures, superior i laterals, una rosa a cadascun, roses heràldiques de cinc pètals amb una de concèntrica a l'exterior, però totes amb tija i fulles.

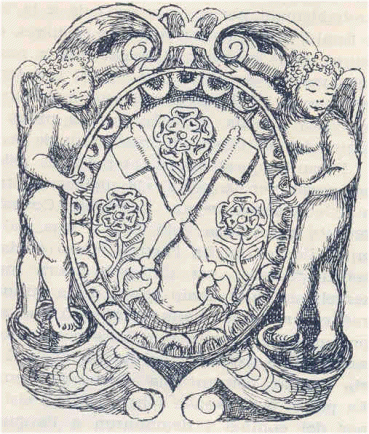
Escut del.

L'any 1611, la Universitat de la Vila va ser autoritzada a batre moneda fraccionària, i les peces, conegudes per pellerofes (d'1,5 cm aproximadament), tenien estampades les claus, les claus amb la tiara o bé la rosa rodejada de la llegenda «REUS ANY...». Les peces que no porten data podrien haver-se encunyat ja en el segle xviii. Potser al començament només hi havia les claus, i després s'hi va afegir la tiara. A la moneda amb la rosa, aquesta té vuit pètals que irradien d'un botó central.
Entre el 1625 i el 1633 el Gremi d'Escudellers i Cantirers, per encàrrec del Consell de la Vila, va fer una vaixella i al fons dels plats hi havia dibuixat l'escut (les claus amb tiara i roses, o la rosa amb la data).
L'escut apareix dibuixat amb tota la riquesa de colors en començar el llibre d'actes del Consell de la Vila de l'any 1674. Cal destacar que la rosa continua sent natural.
El 1688 n'apareix una versió semblant tallada en pedra, que es va descobrir en enderrocar la casa de l'escala del campanar.
Al començament del segle xviii, el molí de farina de la plaça de la Farinera (després de Sant Bernat Calbó, però ara retornada al seu nom original) no donava l'abast a produir la gran quantitat de cereal que calia, i el Comú va fer construir un altre molí al passeig de la Boca de la Mina. En un dels seus vessants es pot veure encara aquesta edificació, i a la clau de l'arc del portal es troba una representació de l'emblema reusenc: una rosa heràldica amb tija i fulles i la data 1704, encerclat per una rodona de la mateixa pedra.

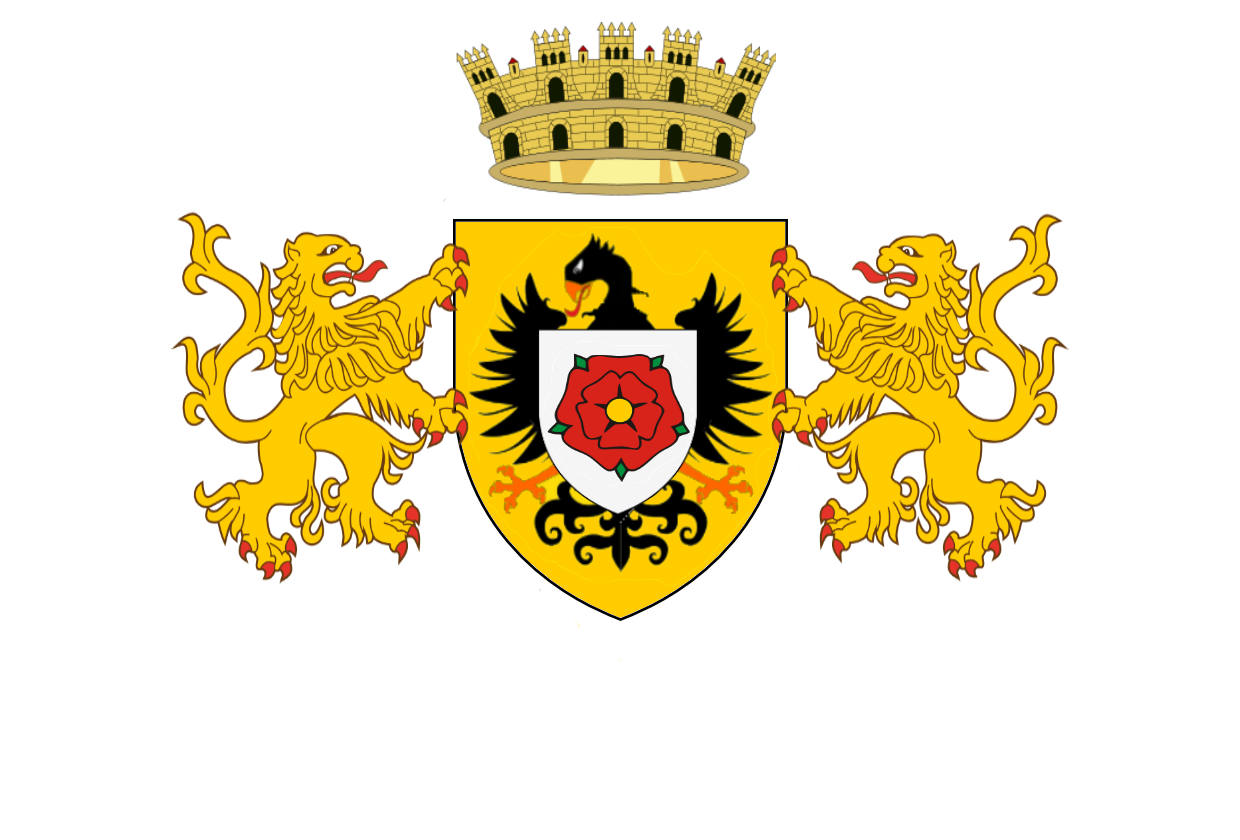
Escut de Reus concedit el 1712.

La Guerra de Successió tenia lloc en aquests primers anys de segle. El 3 de juliol de 1706 l'arxiduc Carles passa per Reus, on és rebut apoteòsicament, i la vila de Reus rep el títol de ciutat. El 13 de juny de 1712 la reina governadora va expedir des de Barcelona la corresponent ordre imperial, que concedia de «portar dos macers vestits de vermell amb maces de plata alçades». Aquesta notificació es fa en reunió del Consell del 19 de juny de 1712, en l'acta de la qual, entre altres coses, es llegeix: «Seguidament fonch feta relació extensa per dit illustre senyor jurat, manifestant a l'illustre concell haverse signat Sa Magestat, Déu la guarda, en atenció al reial decret de 1706 per lo qual queda esta universitat libre d'allotjaments, gosen les ciutats y, en remuneració dels grans serveis, de moviment propi y, expontàniament, ampliar la referida gràcia, condecorant esta universitat ab lo títol de Imperial Atenta Ciutat, ab la concessió de aportar massas per sos vergues en los actes públics y la de posar per armas una àguila amb les alas esteses dins un camp dorat que mantinga dins son pit la Rosa, antic blasó de la vila, y als costats dos lleons sostenint l'Escut...» Així doncs, l'escut va ser revestit de nous ornaments i la vila passa a ser «Ciutat Imperial i molt Atenta» (amb els privilegis que això comportava). D'aquestes modificacions a l'escut en resten segells al Museu Municipal. A les maces de plata que es van construir, al capdamunt hi apareix un esmalt amb l'àliga amb les ales esteses i l'escut de Reus acolorit al pit. D'aquesta concessió deriva l'àliga de Reus, la primera de les quals va ésser construïda pels frares de Sant Francesc, i avui recuperada a les festes locals. També dona nom al bàndol austriacista (primer es van dir carrasclets, del nom del cap revolucionari Pere Joan Barceló àlies Carrasclet, però després van anomenar-se aligots; als filipistes o borbònics se'ls deia botiflers).
- Rosa a la vaixella, 1625
- Rosa a la vaixella, 1633
- Rosa del 1674
- Rosa del 1688
- Rosa del 1704
- Escut amb l'àliga del 1712

Per aquells temps es van fer noves obres a la Casa del Comú i es van col·locar cinc gàrgoles de pedra al capdamunt de la cornisa representant animals i monstres, però la del mig era una àliga coronada amb l'escut de la rosa al pit.
Acabada la guerra apareixen noves manifestacions de l'escut. En una patent de Sanitat que posseïa el Dr. Vilaseca, estesa a nom del reverend Pere Virgili, prevere, l'any 1736, hi ha l'emblema de la vila: la tiara coronant un escut que porta en el camper la rosa amb tija i fulles. Un gravat força semblant apareix als documents expedits per l'Ajuntament en aquesta època.
Un altre exemple apareix a la Font Vella, arredossada a la casa número 36 del Raval de Robuster. Aquí la tiara se substitueix per una petxina, variació que després tornarà a aparèixer.
El 1751 van començar les obres de la caserna a la plaça que s'anomenà «dels Quartels" i més tard «de los Mártires» (avui plaça de la Llibertat). Les despeses d'aquesta obra es van fer constar en un llibre (Llibre de Credença de la Reial Fàbrica del Quartel) i a la primera pàgina hi ha una rosa amb tija i fulles. La porta de l'edifici tenia, a la part superior del timpà, l'escut d'Espanya amb l'emblema dels Borbons, i als dos extrems un escut de Reus a cadascun.
A l'ermita del Roser hi havia una pedra, avui al Museu, on figura una rosa sense tija ni fulles i, dessota, les claus i la data 1755.
Una rosa coronada per la tiara es va trobar a la porta forana del Teatre Principal (que després va ocupar el Banc d'Espanya i avui és seu d'un museu).
El 1774 es confecciona la primera bandera de la ciutat amb seda carmesina, amb preciosos brodats i serrell daurat. Aquesta bandera la portava l'Ajuntament a tots els actes on assistia en Corporació. A una de les parts té una imatge de Sant Pere i a l'altra l'escut de rica brodadura i aplicats de teles fines que ben bé semblen pintades. L'exemplar que es conserva es guarda en una vitrina del Museu Municipal. Per als detalls de l'escut es pot consultar "Bandera de Reus".
L'any 1779 es van alçar les fonts de la Farinera, del Raval de Santa Anna i de la plaça de la Sang. La primera es va rematar amb un molí d'aspes tallat a la pedra i en el portal d'aquella escultura hi ha la rosa de cent pètals amb tija i fulles. La del Raval era coronada per un lleó aguantant amb la pota davantera una tarja amb la rosa, també de cent pètals, i la data. I la de la plaça de la Sang (l'única que encara es conserva) té una columna que porta al peu un escut molt treballat, coronat per la tiara i dos àngels sostenen les seves ínfules, un a cada costat; al costat de la tiara hi ha les claus, i dessota de l'escut pròpiament dit amb la rosa de cent pètals, la tija i les fulles. La creu de la columna d'aquesta font sembla que formava part d'una creu de terme emplaçada al portal de Riudoms, a la sortida de Reus; entre altres elements hi ha quatre escudets, amb un contingut central molt semblant al de la porta de la Casa de la Vila, o sia les claus en forma d'aspa lligades pel mànec amb una cinta, i a cada un dels angles hi ha la rosa heràldica sense tija ni fulles.
Finalment esmentarem la font del Rei, emplaçada a l'antiga bassa del Pedró, al capdamunt del carrer del Pedró (avui carrer de Llovera, al centre comercial de la ciutat). Tenia una escultura de l'escut de la vila, compost d'una artística tarja de gust barroc on hi ha la rosa de cent pètals amb tija i fulles, coronada per les claus i la tiara, les ínfules sostingudes per dos àngels, un a cada costat de la tarja central, amb la data de 1788. Aquesta font va ser moguda al seu actual emplaçament a la Plaza de los Castillejos (avui plaça del Víctor). I també el molí construït al lloc encara avui conegut pel Molinet, nom però en retrocés, substituït pel de «barri de Sant Josep Obrer», amb una pedra commemorativa que començava amb el nom de Carles III, que portava al damunt un exemplar en pedra de l'escut, que és l'exemplar més ben conservat de tots aquells temps passats, i es conserva al Museu de la Ciutat.

### Temps moderns
Al segle xix Reus arriba a ser la segona ciutat de Catalunya i es fa famós l'eslògan «Reus, París i Londres». A començament del segle xix s'acaba l'ornamentació del temple parroquial, que restarà sense canvis fins al 1936. En els ornaments s'hi veu amb bastant de profusió l'escut de la ciutat, tant a les casulles, capes i dalmàtiques com en altres objectes i draperies (fet de delicada brodadura). La rosa és coronada per l'emblema pontifici amb traceries de gust barroc.
A les obres del santuari de Misericòrdia, començades el segle anterior, hi havia un sumptuós cambril, amb una cúpula bellament decorada i al capdamunt de la llanterna un escut de Reus, amb la rosa de cent pètals, tija i fulles, acabada per la tiara i les claus. A la porta forana del santuari hi ha un altre escut tallat a la pedra, però en aquest cas la rosa és de cinc pètals amb una de concèntrica, tija i fulles, modalitat que no es repeteix en cap més exemplar dels segles xviii i xix.
A partir d'ací el camper de l'escut es dividirà en dues parts. El primer exemple és a la campana de Sant Pere, que va desaparèixer amb els successos de 1936. No se sap ben bé si l'escut s'hi va posar en una reforma que se li va fer el 1773 o a la de 1819. Tenia l'emblema pontifici al capdamunt i el camper dividit en dues parts: a la primera la rosa de cent pètals amb tija i fulles i a la segona un castell, potser recordant la senyoria de Reus o el castell del Cambrer, encara que el motiu recordi el castell de l'escut d'Espanya que representava Castella.
Reus volia expandir el seu comerç a l'estranger i li mancava un port. Es va construir una carretera fins a Salou, però la vila de Vila-seca, de la qual depenia, i també la de Cambrils, al costat de Salou, amb un petit port, aplicaven uns drets de duana bastant onerosos. La concessió del port a Tarragona pel marquès de Floridablanca va ésser contestat des de Reus amb la idea, extraordinària pel temps, de construir un canal navegable des de la ciutat fins al port de Salou, idea aprovada pel ministre el 1791. El projecte mai es va portar a terme a causa de la invasió napoleònica, però se'n van fer algunes obres i en començar-les es va posar la primera pedra, que es guarda al Museu Municipal, i a la cara del davant té la tiara i les claus, a l'altra cara la rosa amb capoll, tija i fulles; a l'altre costat un castell; i al darrere una inscripció al·lusiva (amb el nom de Carles IV).
En forma gràfica trobem l'escut en una «Vista de Reus des de l'ermita de la Misericòrdia» de 1803, on el blasó figura al mig del text, amb la rosa de cent pètals amb tija i fulles coronada per la tiara i les claus.
L'any 1805 es va pintar, a la paret on hi havia adossada la font de la Farinera, un escut (uns angelets sostenen amb gran esforç la tiara, uns altres la rosa, i uns altres el castell, i dessota hi havia un rellotge de sol), i es van escriure uns versos que semblen negar l'origen pontifici de la tiara i les claus, atribuint-ho al patronatge de Sant Pere sobre la ciutat. Però com que aquest patronatge és de 1311 i la tiara i les claus apareixen a partir de 1520, si fos el cas la tiara seria més antiga que la rosa, i sabem que va ser primer aquesta. En plena Guerra del Francès, el 1811 es va canalitzar l'aigua de la Mina que abastia Reus, i al lloc conegut com la Boca de la Mina es va condicionar amb una séquia de pedra on hi ha una mostra de l'escut.
- Rosa de la decoració parroquial
- Roses del santuari de Misericòrdia
- Escut partit a la campana de Sant Pere
- Elements simbòlics a la pedra del Canal
- Rosa de la Boca de la Mina, 1811

Les Corts de Cadis proclamen el 1812 la Constitució coneguda per la Pepa, que va posar fi als pocs furs i privilegis que es van mantenir després del decret de Nova Planta de 1715. Només dos anys després naixia a Reus el famós general Joan Prim i Prats, que va ser cap de govern i canviaria la dinastia. El 1815 trobem un exemple d'escut imprès en un rebut del Cadastre. Altres escuts impresos són el dels «Juzgados de los Alcaldes de Reus» i el que hi ha a la làpida del pintor Marià Fortuny, que era al saló de l'alcaldia.

L'accés a la regència d'Espartero va provocar l'alçament de Prim i Milans del Bosch a Reus i Barcelona. Reus va ser bombardejada. Després, amb el canvi de govern, es va concedir el 1843 a la ciutat el títol de «Muy leal y esforzada», que va dividir els reusencs entre els qui ho van acceptar i els que s'hi van oposar. Aquests últims manaven el 1852 quan es va construir l'edifici de les Pescateries, un mercat ja desaparegut, que rematava les façanes amb un escut on el camper és dividit en dues parts: un amb la rosa i un amb un llibre que deu ésser la Constitució, tot coronat per la tiara i les claus. Aquesta escultura la va fer Joan Roig.
Prim va tornar a Espanya i els seus partidaris van aconseguir el govern de la ciutat i van acceptar gustosos el títol de «Muy leal y esforzada». Es va aixecar un monument, una font, amb Hèrcules, el déu de la força. El déu sosté amb la mà esquerra un escut ovalat amb una rosa de cent pètals sense tija a la dreta, i Hèrcules assegut a l'esquerra, i entre ambdós camps, a la part inferior, la tiara i les claus. Les veneres dels regidors també es van fer amb aquest escut, que té al voltant una cinta potser blau marí i la llegenda «Ayuntamiento Constitucional» amb lletres daurades. El camper és partit amb la rosa i l'Hèrcules.
En aquesta època es va rematar la façana de la Casa de la Vila amb una capçalera on, entre els estris industrials i agrícoles, fruits del país i manufacturats, hi ha al centre una tarja amb la rosa de cent pètals sense tija i l'Hèrcules, tot dins un oval coronat per la tiara i les claus. L'escultura era obra d'Andreu Arpa i es conserva al Museu Municipal.
A les seves gorres els «guàrdies municipals» portaven a la visera, de metall blanc, un escut semblant. L'any 1878, per commemorar la desfeta a les guerres carlines soferta per la milícia reusenca a les veïnes viles de Morell i Vilallonga, es va crear una medalla per als supervivents del «foc dels sabaters» (com es van anomenar aquells fets), que duien, a la part inferior, el mateix escut, però se'n va suprimir la tiara.
El capdamunt del pal de la bandera de la Ciutat també s'adorna en aquesta època amb el mateix escut, fet de llautó estampat. A la porta de l'Audiència, abans convent de Jesús i avui Institut d'Ensenyament Salvador Vilaseca, s'hi va esculpir un escut tallat amb la rosa i l'Hèrcules, coronat per la tiara i les claus. Un altre exemple del mateix escut amb molt poca variació el trobem a les escales de l'Ajuntament, al costat de la porta del saló de sessions; al saló de sessions, al sostre, hi havia quatre roses heràldiques amb unes altres de concèntriques. Tant l'escut com les roses del sostre van desaparèixer arran d'unes obres.
- Roses en un rebut del Cadastre, dels "Juzgados de los Alcaldes" i de la làpida de Fortuny
- Rosa i Hèrcules
- Escut a la gorra dels Municipals i a la medalla del "foc dels sabaters"
- Escuts al pal de la bandera i a l'Audiència

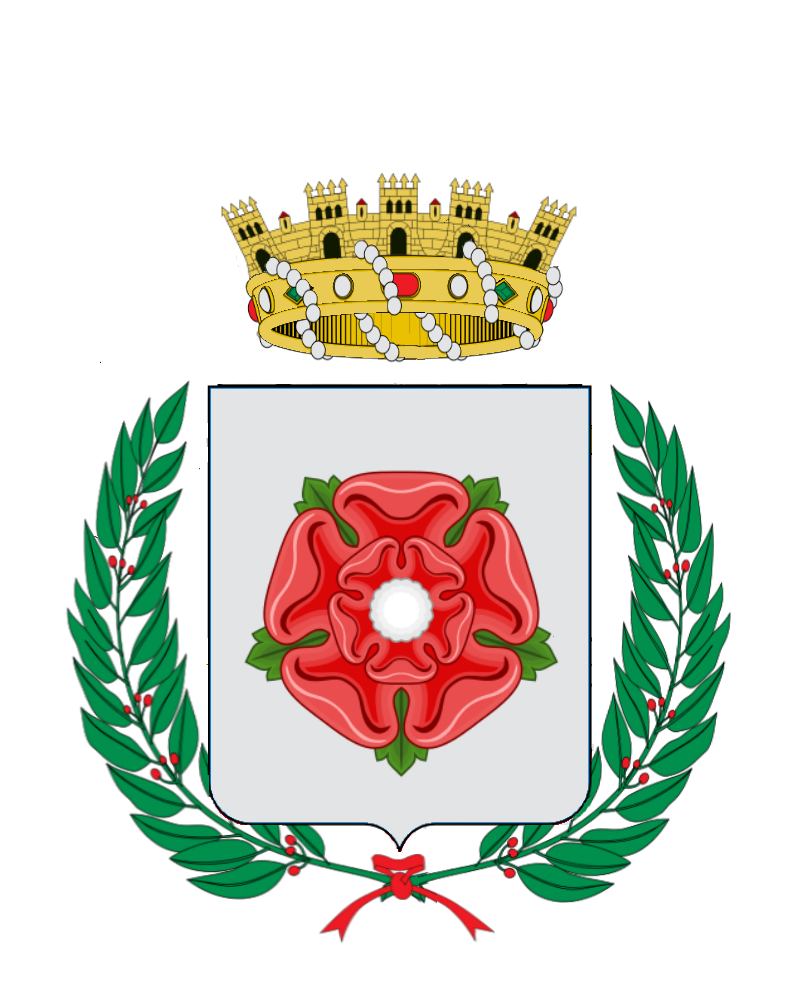
Escut de Reus del 1899 al 1940.

L'alcalde Pere Sardà i Cailà va usar una venera d'or amb un finíssim esmalt on al centre d'un camp blanc hi ha una rosa de cent pètals amb tija i fulles coronada per una petxina, rodejat tot d'unes palmes. Aquest tipus també es trobava a les bandes dels regidors quan sortien en corporació per les grans solemnitats.
El 1891 es va inaugurar el monument al general Prim que ocupa avui l'espai central de la ciutat, i davall de l'estàtua es va posar un escut de bronze amb diversos elements: rosa de cent pètals, l'Hèrcules, una àguila imperial, coronat tot per la tiara i les claus i rodejat d'uns rams de llorers i roure.
Després del 1899, amb l'alcaldia de Pau Font de Rubinat, l'escut local es va transformar, bàsicament simplificant-ne extraordinàriament l'execució. La tiara i les claus se substitueixen per la corona baronial, i al seu damunt rematada per una de mural. Únicament resta la rosa, que serà de cinc pètals amb una de concèntrica. Als impresos de l'Ajuntament l'escut apareix amb rams de llorer als costats. Un exemple d'escut tallat a la pedra es podia veure a la casa de la bàscula del passeig de Sunyer, a l'antiga fàbrica de caramels de "Rodríguez Hns."

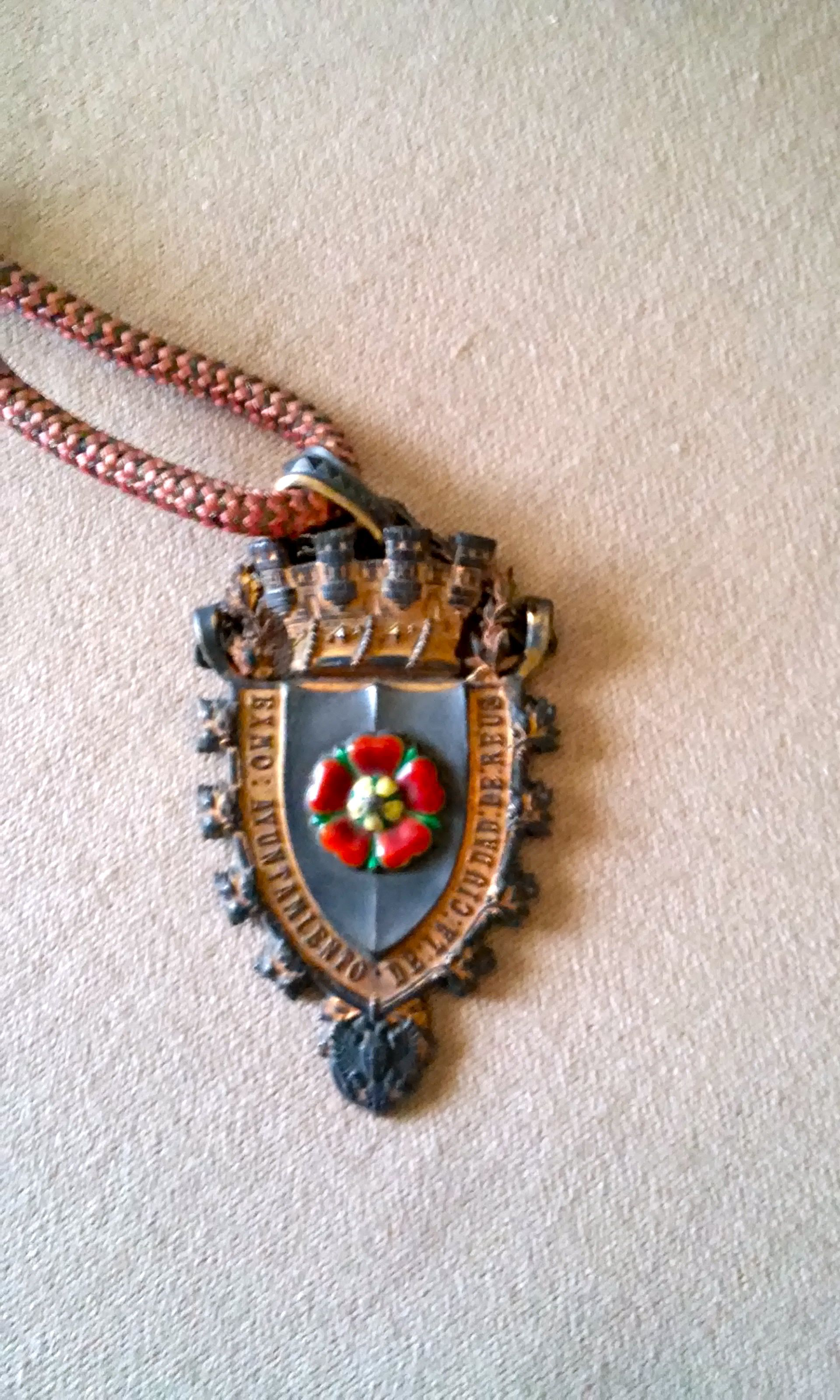
Medalla que portaven els alcaldes i regidors de l'Ajuntament de Reus entre el 1899 i el 1940.

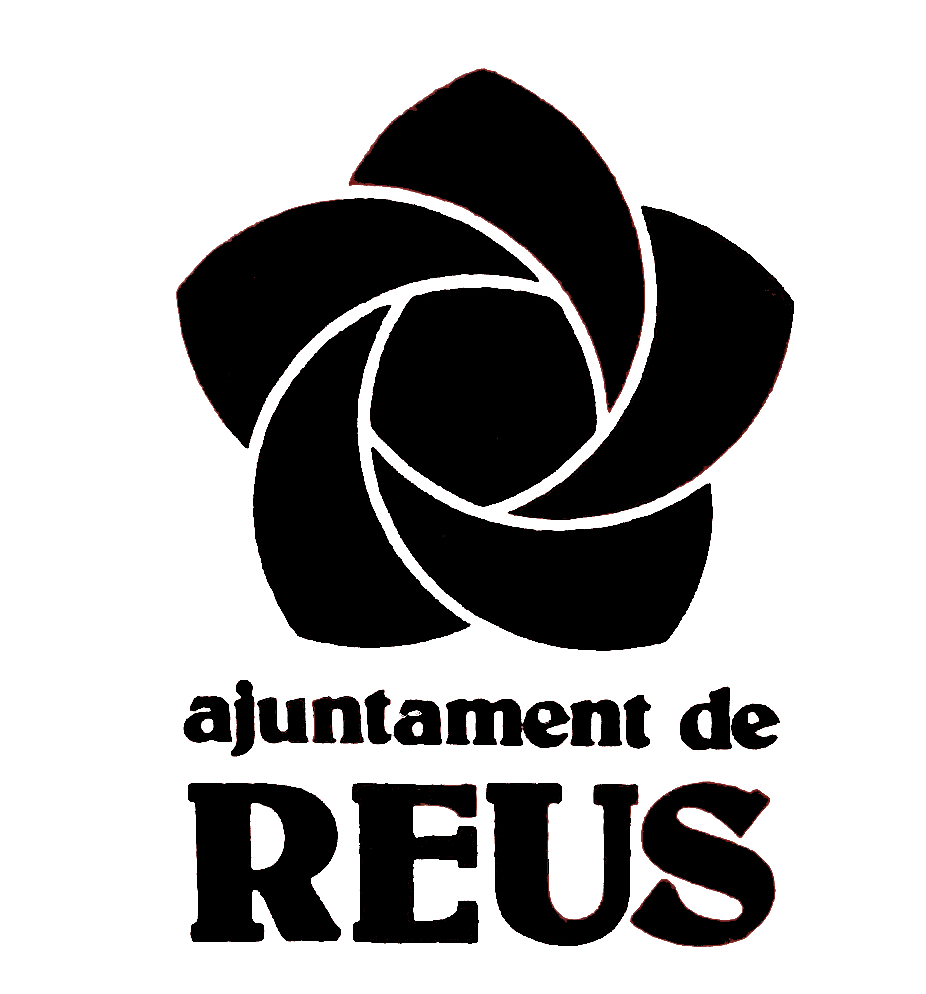
Emblema de l'Ajuntament de Reus durant alguns anys de la dècada dels 80.

L'any 1940 l'alcalde va començar a preocupar-se de buscar l'arrel veritable del blasó i va acudir a la Junta de Museus per escrit demanant aquelles dades. El director del Museu, Dr. Vilaseca, li va contestar i va fer un informe i una proposta. El dibuix de Salvador Vilaseca serà acceptat i es posarà al domàs del balcó de l'Alcaldia i als impresos de caràcter oficial. L'escut era semblant al de 1899-1941, però estava timbrat per la tiara i les claus.

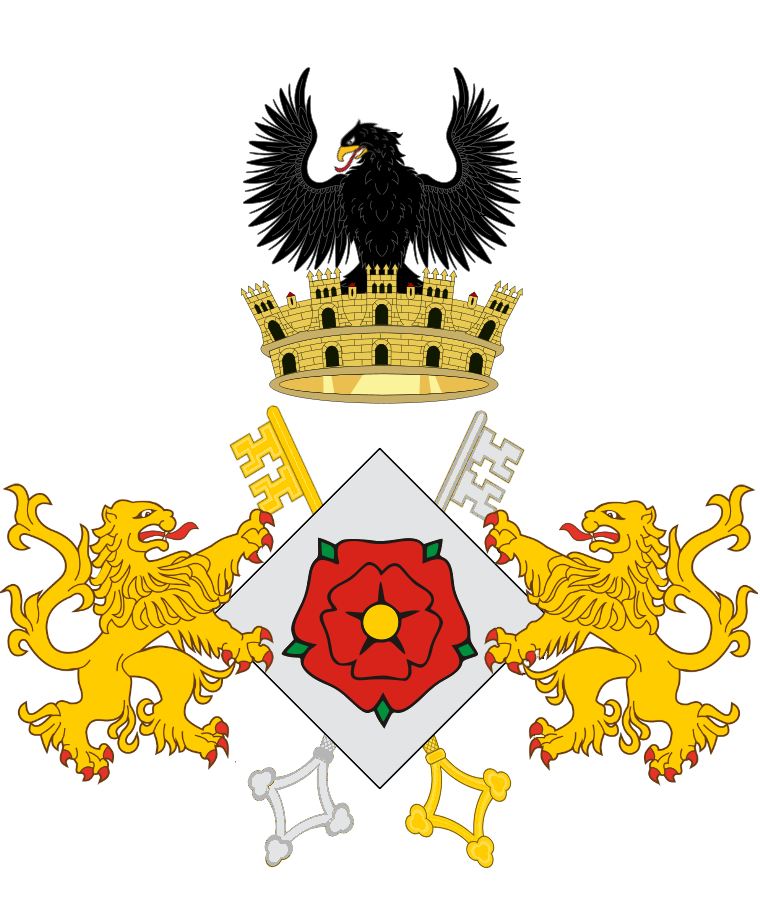
Escut de Reus proposat per Armand de Fluvià i rebutjat per l'Ajuntament.

A l'obra Gran Geografia Comarcal de Catalunya, Barcelona, 1981/84 (1ª Ed.), l'heraldista Armand de Fluvià va proposar un escut basat en el de 1712. Aquest va ser posteriorment reivindicat per alguns historiadors locals.
- Escut de Manuel Sardà
- Escut al monument a Prim